# Konstantin Partow
Konstantin Jocow Partow (bułg. Константин Йоцов Партов, ur. 10 sierpnia 1893 we Wracy, zm. 1 lutego 1945 w Sofii) – bułgarski prawnik i polityk, minister sprawiedliwości Carstwa Bułgarii (1942-1944).

## Życiorys
Urodził się we Wracy. Ukończył studia prawnicze na uniwersytecie sofijskim, a następnie wyjechał do Niemiec, gdzie w 1923 obronił pracę doktorską. Po powrocie do kraju pracował jako prokurator w Sądzie Okręgowym w Sofii. Pełnił funkcję redaktora czasopisma Sudijski westnik. W latach 1942-1944 kierował resortem sprawiedliwości w gabinecie Bogdana Fiłowa. W 1943 kierowany przez niego resort opracował ustawę o sądach powszechnych. Partow był przeciwnikiem stosowania represji wobec ludności żydowskiej.
Po przejęciu władzy przez komunistów aresztowany i skazany na karę śmierci oraz konfiskatę majątku przez Trybunał Ludowy. 1 lutego 1945 został stracony przez rozstrzelanie w pobliżu sofijskiego cmentarza. Ciało pochowano w nieoznakowanym grobie. W sierpniu 1996 został pośmiertnie zrehabilitowany przez Sąd Najwyższy.
Był żonaty, miał jedno dziecko.